# Z̭
Cette page contient des caractères spéciaux ou non latins. S’ils s’affichent mal (▯, ?, etc.), consultez la page d’aide Unicode.
Z̭ (z̭ en minuscule), appelé Z accent circonflexe souscrit, est un graphème qui est parfois utilisé comme symbole phonétique. Il s'agit de la lettre Z diacritée d'un accent circonflexe souscrit.

## Représentations informatiques
Le Z accent circonflexe souscrit peut être représenté avec les caractères Unicode suivants :
- décomposé (latin de base, diacritiques)[1],[2] :

| formes    | représentations | chaînes de caractères | points de code | descriptions                                                      |
| --------- | --------------- | --------------------- | -------------- | ----------------------------------------------------------------- |
| majuscule | Z̭               | Z◌̭                    | U+005A U+032D  | lettre majuscule latine z diacritique accent circonflexe souscrit |
| minuscule | z̭               | z◌̭                    | U+007A U+032D  | lettre minuscule latine z diacritique accent circonflexe souscrit |